# Steven Defour
Steven Arnold Defour (født 15. april 1988 i Mechelen, Belgien) er en belgisk fodboldspiller, der spiller som central midtbanespiller hos Burnley F.C. i England. Tidligere har han repræsenteret KRC Genk og Standard Liège, RSC Anderlecht samt portugisiske FC Porto.
Defour har med Standard vundet det belgiske mesterskab to gange, i 2008 og 2009, og med Porto det portugisiske mesterskab to gange, i 2012 og 2013.

## Landshold
Defour står (pr. marts 2018) noteret for 52 kampe og to scoringer for Belgiens landshold, som han debuterede for i 2006.